# Torget (Brønnøy)
Torget er en ø i den sydvestlige del af Brønnøy kommune i Nordland fylke i Norge. Torget ligger omtrent 16 km fra kommunens centrum og øen er forbundet med fastlandet med Brønnøysundbroen. Den har et areal på 16,4 km² og 815 indbyggere (2015). På øen ligger den kendte bjergformation Torghatten.

## Torghatten
Torghatten er et 258 meter højt fjeld der er et populært turistmål, hvor der i gennemsnit er omtrent 100.000 besøgende hvert år. Der er en campingplads, en lille badeplads og en lille restaurant ved vandet.
Fjeldet er kendt for sit karakteristiske hul, som går tværs gennem bjerget. Hullet, som er 160 meter langt, 35 meter højt, og 20 meter bredt, blev skabt i istiden, hvor is og vand gravede i de løse bjergarter, mens de hårdere i fjeldets top stod imod. Gangturen op til tager omkring 20 minutter på en anlagt sti. Hvis man går op på den ene siden, ned på den anden side og rundt om Torghatten tager det omtrent 1 time.
Ud for Torget er der mange små og store øer og fiskevær som man kan se fra Torghatthullet, blandt andet Torværet og langt i det fjerne Sandværet. Mange af øerne er privatejet og der er huse på nogle få af dem.
Der findes et sagn om Torghatten som sigeer at Vågakallen skulle skyde med pil og bue mod Lekamøya. Så tog Skarsfjellgubben hatten af, og kastede den mod pilen. Pilen gik gennem hatten og landede på Torget.

## Torghatten-ulykken
Torghatten-ulykken var en flyulykke som indtraf den 6. maj 1988 da et norsk Widerøe-fly af typen Dash 7 (reg. LN-WFN) fløj ind i Torghatten under indflyvning til Brønnøysund Lufthavn, Brønnøy. Alle 36 ombord mistede livet, hvilket gør det til den ulykke med flest omkomne med et Dash 7-fly.